# 馬良 (安徽派)
馬 良（ば りょう）は清末民初の軍人。回族 。字は子貞。北京政府では安徽派と目される。後に中華民国臨時政府、南京国民政府（汪兆銘政権）華北政務委員会に属した。なお、清末から民国時代にかけて活動した教育家・学者・政治家で、復旦公学（後の復旦大学）初代校長の馬良（馬相伯）とは別人である。

## 事績

### 民国初期の活動
北洋武備学堂を卒業。1911年（宣統3年）には北洋第5鎮第9協協統に昇進している。中華民国成立に伴う軍改組後も、そのまま第5師第9旅旅長に留まった。以後、山東第47混成旅旅長、済南鎮守使を歴任している。
1916年（民国5年）6月の袁世凱死後は、段祺瑞率いる安徽派に所属した。1918年（民国7年）、参戦軍第2師師長、辺防軍第2師師長を歴任。済南で発生した五四運動関連の学生運動・デモに対し、馬良は厳しく弾圧を加えた。1920年（民国9年）7月の安直戦争で安徽派が敗北すると、馬も失脚した。1925年（民国14年）に北京政府軍事顧問となる。
1930年（民国19年）に韓復榘が山東省政府主席になると、馬良は毒品粛清委員会委員長に任命され、省内の違法薬物取締に従事した。1933年（民国22年）に国民政府の軍事参議院参議となり、1936年（民国25年）に陸軍中将に叙されたものの、概して不遇であった。

### 親日政府での活動
日中戦争勃発後の1937年（民国26年）12月に日本軍が済南を攻略すると、馬良は日本軍への協力姿勢を示し、同月29日に済南維持会会長に任命された。1938年（民国27年）3月5日、中華民国臨時政府の下で山東省公署が創設され、馬が山東省長署理に特任された。同年4月4日、臨時政府委員（議政委員会委員。特任官）を兼任する。1939年（民国28年）1月13日、馬は山東省長を辞職し（後任は唐仰杜）、臨時政府委員専任となった。
1940年（民国29年）3月30日、南京国民政府（汪兆銘政権）に臨時政府が合流し、華北政務委員会に改組される。同日、臨時政府委員の地位をそのまま引き継ぐかのように、馬良は華北政務委員会委員に特派された。なお、現職山東省長の唐仰杜は、それから半年近く遅れた同年9月12日にようやく華北政務委員会委員を兼任している。ただし、馬良が華北政務委員会で復権を果たすことも無かった。1943年（民国32年）11月11日、華北政務委員会が改組された際に馬は委員を罷免された。
日本敗北後の1946年（民国35年）、山東省に駐留していた国民革命軍指揮官・李延年が率いる部隊により、馬良は拘束された。山東高等法院において馬は漢奸の罪で審理され、同年12月22日に無期懲役の判決を受けた。1947年（民国36年）、山東省済南市で獄死。享年73。

### 人物像
馬良は中国武術の大家としても知られ、その普及のために国術教会を組織して自ら会長となった。私財を擲ち、自らの邸宅に数十名の居候の武術家を置き、道場を設けて後輩の指導にあたっていたとされる。